# Запорожець Олександр Іванович (еколог)
Запорожець Олександр Іванович (нар. 24 листопада 1956, Київ) — український еколог, доктор технічних наук (1998) та професор (2004).

## Життєпис
Народився 24 листопада 1956 року у Києві.
У 1978 закінчив Київський інститут інженерів цивільної авіації, відтоді там працює.
У 1998 здобув звання доктор технічних наук.
З 2001 є завідувачем кафедри безпеки життєдіяльності
У 2004 здобув звання професор.
З 2008 — директор Інституту міського господарства.
У 2008 написав розділ «Экологическая безопасность гражданской авиации» для «Энциклопедии безопасности авиации».

## Наукові праці
Руководство по расчету факторов неблагоприятного воздействия воздушных судов ГА на окружающую среду. М., 1986; 
Снижение шума при эксплуатации пассажирских самолетов. К., 1990; 
Авіаційний шум як проблема охорони навколишнього середовища // Вісн. Київ. університету цивіл. авіації. 1998. № 1; Екологічна безпека // Безпека авіації. К., 2004.